# Grisélidis

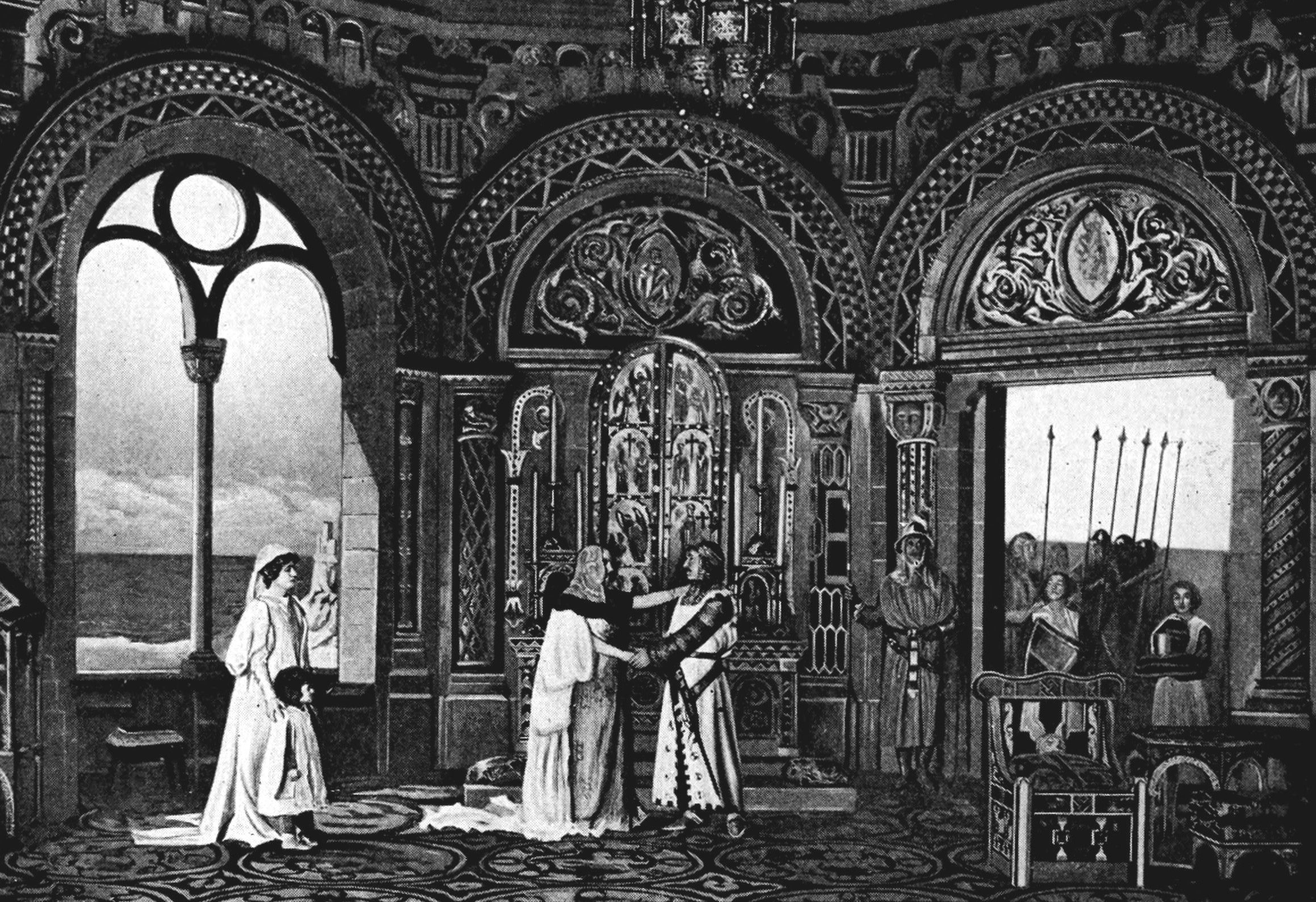
Der Marquis zieht in den Krieg (Erster Akt),
aus The Victrola book of the opera von 1917

Grisélidis ist eine Oper in drei Akten und einem Prolog von Jules Massenet (Musik) mit einem Libretto von Armand Silvestre und Eugène Morand nach dem Bühnenwerk Le Mystère de Grisélidis derselben Autoren, das am 15. Mai 1891 in der Comédie-Française uraufgeführt wurde. Diese Legende war bereits im Decamerone von Giovanni Boccaccio enthalten. Zum selben Thema gibt es auch ein vielfach vertontes Libretto von Apostolo Zeno (Griselda), Opern von Alessandro Scarlatti (Griselda), Antonio Vivaldi (Griselda), Tomaso Albinoni und Charles-Joseph van Helmont sowie das Ballett Grisélidis ou les Cinq sens von Philippe Dumanoir mit der Musik von Adolphe Adam. Georges Bizet komponierte ebenfalls Teile einer Oper Grisélidis, die jedoch nicht vollendet und nie aufgeführt wurde.

## Werkgeschichte
Die Uraufführung von Massenets Grisélidis fand am 20. November 1901 an der Opéra-Comique in Paris statt. Die Oper wurde Anfang des 20. Jahrhunderts zwar an einigen europäischen sowie nordamerikanischen Opernhäusern aufgeführt, wurde jedoch nie Bestandteil des üblichen Opernrepertoires. Bis Ende 1950 wurde das Stück an der Opéra-Comique 73 Mal gezeigt. Die deutsche Erstaufführung fand 2006 in Lübeck statt. Gelegentlich kommt das Werk im Rahmen von Opernfestivals zur Aufführung, beispielsweise 1982 bei der Wexford Festival Opera oder 1992 beim Massenet Festival in St. Etienne (konzertant).

## Handlung

### Prolog
Der Hirte Alain singt von seiner Liebe zu der Schäferin Grisélidis. Als der Marquis de Saluces, der gerade auf der Jagd ist, Grisélidis zufällig sieht, ist er von ihrer Schönheit fasziniert und bittet sie, ihn zu heiraten. Sie nimmt den Antrag an und stürzt Alain damit in tiefste Verzweiflung.

### Erster Akt
Vier Jahre später lebt Grisélidis mit dem Marquis und dem gemeinsamen Sohn Loys in einem Palast. Als der Marquis zu einem Kreuzzug aufbricht, wollen sich seine Diener um Grisélidis kümmern und sie schützen. Dieses Ansinnen lehnt er ab, da er volles Vertrauen in sie hat. Der Teufel hört das mit und erklärt, dass er und seine Frau große Freude daran haben, Frauen auf die Probe zu stellen und Ehemänner zu betrügen. Der Marquis ist von der Treue seiner Frau jedoch überzeugt, nimmt die Herausforderung an, gibt dem Teufel seinen Ehering als Pfand und verabschiedet sich von Frau und Sohn.

### Zweiter Akt
Während Grisélidis traurig an ihren abwesenden Ehemann denkt, treten der Teufel und seine Frau Fiamina verkleidet als Sklavenhändler und Sklavin an Grisélidis heran und zeigen ihr den Ring, um zu beweisen, dass der Marquis Grisélidis verlassen hat. Um sie zu verführen, zaubert der Teufel einen magischen Garten und lockt Alain dorthin. Das Erscheinen von Loys veranlasst Grisélidis jedoch, sich nicht mit Alain einzulassen, da sie aber abgelenkt ist, entführt der Teufel das Kind.

### Dritter Akt
Während die Diener nach Loys suchen, teilt der Teufel, der jetzt als alter Mann verkleidet auftritt, Grisélidis mit, dass sich Loys in der Hand eines Piraten befindet und das Kind nur gegen einen Kuss von ihr freigelassen wird. Bei seiner Rückkehr trifft der Marquis auf den alten Mann, der angibt, die untreue Grisélidis will am Ufer einen Piraten treffen. Als der Marquis jedoch den Ring am Finger des alten Mannes sieht, erkennt er, dass er das Opfer einer Täuschung werden sollte. Ehemann, Ehefrau und Sohn sind wieder glücklich vereint.

## Tonträger (Auswahl)
- 1983: Rosemary Landry (Grisélidis), Sergei Leiferkus (Marquis de Saluces), Günter von Kannen (der Teufel), Rosanne Creffield (Fiamina) Howard Haskin (Alain); Radio Telefis Eireann Symphony Orchestra, Wexford Festival Chorus; Dirigent: Robin Stapleton; MRF Records (MRF-186-S (3))